# فرنسيس جيمس
فرنسيس جيمس (بالإنجليزية: Francis James)‏ هو محامي وسياسي أمريكي، ولد في 4 أبريل 1799 في الولايات المتحدة، وتوفي في 4 يناير 1886 في الولايات المتحدة. حزبياً، نشط في مناهضة الماسونية. وقد انتخب عضو مجلس ولاية بنسيلفانيا وانتخب عضو مجلس النواب الأمريكي.